# Tour de Noruega
El Tour de Noruega (oficialmente: Tour of Norway; también conocido como Kalas Cup o Norgescup) es una carrera ciclista por etapas noruega, que se disputa en el mes de mayo o junio.
Desde 1974 se disputaron diferentes ediciones aisladas del Tour de Noruega. El actual Tour de Noruega creó en 1999 dentro de la categoría 1.2 (última categoría del profesionalismo) con el nombre de Ringerike G. P. debido a que la mayor parte de la carrera transcurría en el distrito tradicional de Ringerike finalizando siempre en la ciudad de Hønefoss (Ringerike). Desde la creación de los Circuitos Continentales UCI en 2005 forma parte del UCI Europe Tour, hasta el 2011 dentro de la categoría 2.2 (igualmente última categoría del profesionalismo) y en 2012 ascendiendo a la categoría 2.1. En 2011 fue cambiado su nombre por el actual de Tour de Noruega manteniéndose la denominación de Ringerike G. P. para una carrera amateur de un día en mayo, en similares fechas que las cinco primeras ediciones.
Consta de cinco etapas y ha sido ampliamente dominada por ciclistas escandinavos.
La carrera cuenta con una versión femenina denominada como Ladies Tour of Norway.

## Palmarés versiones anteriores
| Año                         | Ganador                     | Segundo                     | Tercero                     |
| Tour de Noruega (1983-1992) | Tour de Noruega (1983-1992) | Tour de Noruega (1983-1992) | Tour de Noruega (1983-1992) |
| --------------------------- | --------------------------- | --------------------------- | --------------------------- |
| 1983                        | Francesco Moser             | Per Christiansson           | Kjell Nilsson               |
| 1984                        | Dag Erik Pedersen           | Atle Kvålsvoll              | Sergei Jermachenko          |
| 1985                        | Henk Lubberding             | Olaf Ludwig                 | Carl Erik Pedersen          |
| 1986-1989                   | ediciones no realizadas     | ediciones no realizadas     | ediciones no realizadas     |
| 1990                        | Olaf Ludwig                 | Dag Erik Pedersen           | Mario Hernig                |
| 1991                        | Dag Erik Pedersen           | Bjørn Stenersen             | Bo André Namtvedt           |
| 1992                        | Dag Otto Lauritzen          | Bjørn Stenersen             | Dag Erik Pedersen           |
| 1993-1998                   | ediciones no realizadas     | ediciones no realizadas     | ediciones no realizadas     |
| Ringerike G. P.             |                             |                             |                             |
| 1999                        | Thor Hushovd                | Erlend Engelsvoll           | Michael Andersson           |
| 2000                        | Arkaiusz Wojtas             | Thor Hushovd                | Chris Wherry                |
| 2001                        | Enrico Poitschke            | Kazimierz Stafiej           | Cedric Celarie              |
| 2002                        | Mads Kaggestad              | Gabriel Rasch               | Gustav Erik Larsson         |
| 2003                        | Jonas Holmkvist             | Mads Kaggestad              | Luke Roberts                |
| 2004                        | Kimmo Kananen               | Simon Gerrans               | Gabriel Rasch               |
| 2005                        | Are Andersen                | James Lewis Perry           | Gunnar Eidsheim             |
| 2006                        | Gabriel Rasch               | Maint Berkenbosch           | Fredrik Ericsson            |
| 2007                        | Edvald Boasson Hagen        | Viktor Reneng               | Gabriel Rasch               |
| 2008                        | Fredrik Ericsson            | Sergey Firsanov             | Johnny Hoogerland           |
| 2009                        | Sergey Firsanov             | Joost Van Leijen            | Fredrik Ericsson            |
| 2010                        | Christer Rake               | Sergey Firsanov             | Christoph Pfingsten         |

## Palmarés del Tour de Noruega
| Año  | Ganador              | Segundo              | Tercero               |           |
| ---- | -------------------- | -------------------- | --------------------- | --------- |
| 2011 | Wilco Kelderman      | Daniel Foder         | Vegard Robinson Bugge |           |
| 2012 | Edvald Boasson Hagen | Simon Clarke         | Lars Petter Nordhaug  |           |
| 2013 | Edvald Boasson Hagen | Sérgio Paulinho      | Sondre Enger          |           |
| 2014 | Maciej Paterski      | Marc de Maar         | Bauke Mollema         |           |
| 2015 | Jesper Hansen        | Edvald Boasson Hagen | David López García    |           |
| 2016 | Pieter Weening       | Edvald Boasson Hagen | Sondre Enger          |           |
| 2017 | Edvald Boasson Hagen | Simon Gerrans        | Pieter Weening        |           |
| 2018 | Eduard Prades        | Alexander Kamp       | Edvald Boasson Hagen  |           |
| 2019 | Alexander Kristoff   | Kristoffer Halvorsen | Edvald Boasson Hagen  |           |
| 2020 | cancelada            | cancelada            | cancelada             | cancelada |
| 2021 | Ethan Hayter         | Ide Schelling        | Mike Teunissen        |           |
| 2022 | Remco Evenepoel      | Jay Vine             | Lucas Plapp           |           |
| 2023 | Ben Tulett           | Magnus Sheffield     | Thibau Nys            |           |
| 2024 | Axel Laurance        | Bart Lemmen          | Ådne Holter           |           |
| 2025 | Matthew Brennan      | Victor Langellotti   | Jan Christen          |           |

## Palmarés por países
| País         | Victorias |
| ------------ | --------- |
| Noruega      | 3         |
| Italia       | 1         |
| Países Bajos | 1         |
| Alemania     | 1         |

| País      | Victorias |
| --------- | --------- |
| Noruega   | 6         |
| Suecia    | 2         |
| Polonia   | 1         |
| Alemania  | 1         |
| Finlandia | 1         |
| Rusia     | 1         |

| País         | Victorias |
| ------------ | --------- |
| Noruega      | 4         |
| Reino Unido  | 3         |
| Países Bajos | 2         |
| Polonia      | 1         |
| Dinamarca    | 1         |
| España       | 1         |
| Bélgica      | 1         |
| Francia      | 1         |